# Zręcin
Zręcin (bis zum späten 19. Jahrhundert Zrencin) ist eine Ortschaft mit einem Schulzenamt der Gemeinde Chorkówka im Powiat Krośnieński der Woiwodschaft Karpatenvorland in Polen.

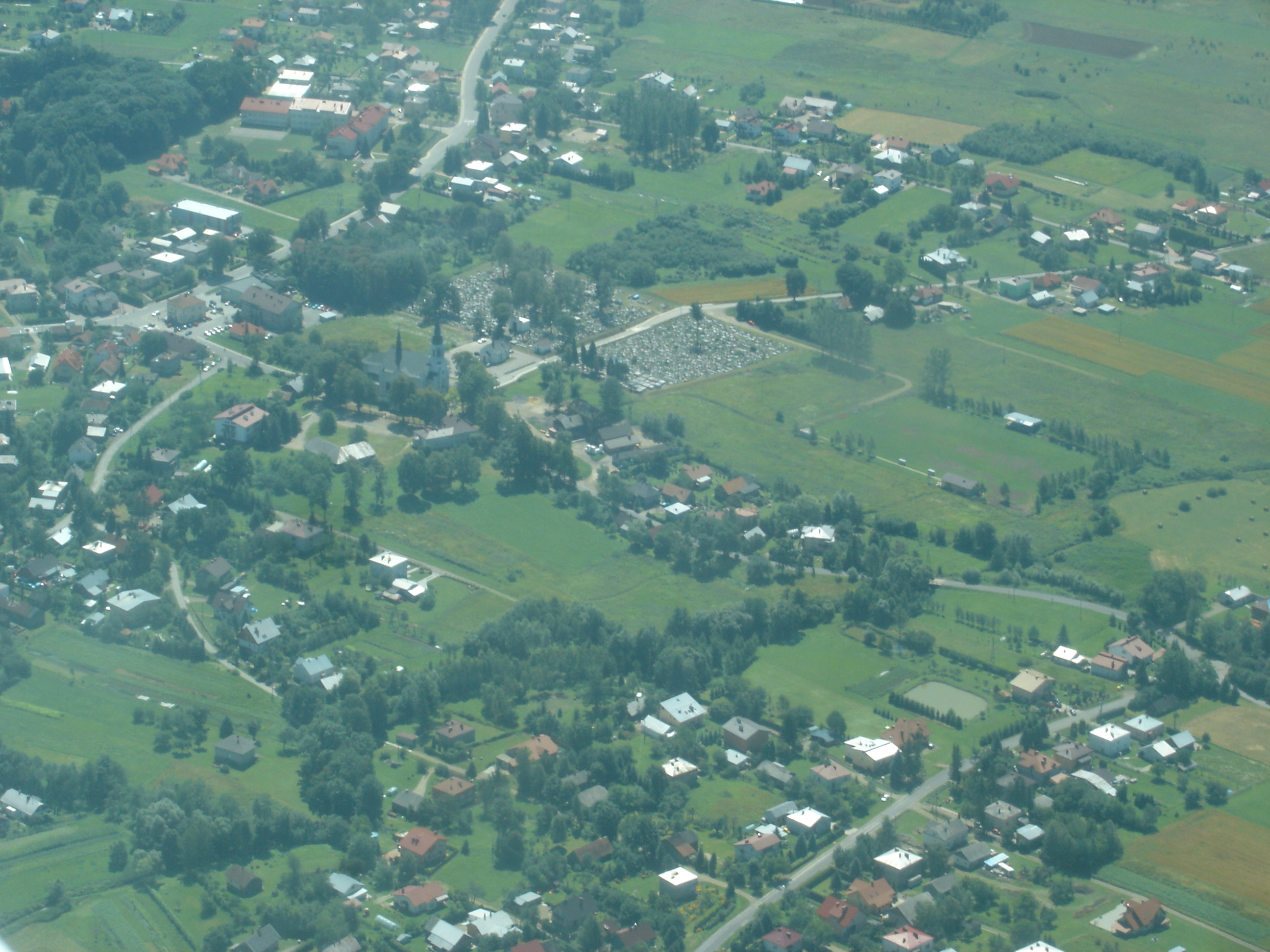
Zręcin, Blick vom Himmel

## Geographie
Der Ort liegt am linken Ufer der Jasiołka im Sanoker Flachland. Die Nachbarorte sind Świerzowa Polska und Szczepańcowa im Osten, Chorkówka, Bóbrka und Machnówka im Süden, Żeglce im Westen, sowie Żarnowiec im Norden.

## Geschichte
Ab 1185 gehörte der Ort wahrscheinlich zum neuen Kloster Koprzywnica, weil er im Jahr 1227 als ein Dorf im Besitz der Zisterzienser erstmals urkundlich erwähnt wurde, und zwar als Sitz eines Dekanats im Bistum Krakau, was von großer Bedeutung der polnischen Ortschaft an der Grenze Rotrutheniens (um 1344 an Polen eingenommen) zeugte. Das Dekanat umfasste den polnischen Teil des Sanoker Flachlands. 1353 erhielt der Ort das Magdeburger Recht, aber vom Ende des 14. Jahrhunderts verlor Zrencin an Bedeutung zugunsten der neuen Stadt Kołaczyce der Zisterzienser und des neuen Sitzes des Dekanats, Jasło.
Politisch gehörte das Dorf zum Kreis Biecz,  Woiwodschaft Krakau, Königreich Polen, ab 1569 in der Adelsrepublik Polen-Litauen. Bei der Ersten Teilung Polens kam Zręcin 1772 zum neuen Königreich Galizien und Lodomerien des habsburgischen Kaiserreichs (ab 1804). Ab dem Jahr 1855 gehörte Zręcin zum Bezirk Krosno. Dank der Gewinnung von Erdöl in der Umgebung ab dem späten 19. Jahrhundert kam die neue goldene Zeit von Zrencin. Die Erhebung zur Stadt wurde geplant, aber ohne Erfolg vor der Krise in den 1930er Jahren.
Nach dem Ende des Ersten Weltkriegs und dem Zusammenbruch der Habsburgermonarchie kam Zręcin 1918 zu Polen. Unterbrochen wurde dies nur durch die deutsche Besetzung Polens im Zweiten Weltkrieg. Von 1975 bis 1998 gehörte Zręcin zur Woiwodschaft Krosno.